# Bernhard Haverkamp
Bernhard Haverkamp (* 14. August 1875 in Fürstenau; † 8. Juni 1935 ebenda) war ein deutscher Kaufmann und Politiker (Zentrum).
Haverkamp war der Sohn eines Kupferschmiedes und wurde ebenfalls Kupferschmiedemeister. 1901 machte er sich mit einem eigenen Unternehmen selbstständig. 1903 wurde er Hausbesitzer. Er blieb unverheiratet.
Am 1. September 1919 rückte er für Hermann Rothert in den Provinziallandtag der Provinz Hannover nach und schied mit Ende der Wahlperiode 1921 aus dem Landtag aus. Am 30. März 1932 rückte er für Heinrich Bergmann erneut in den Provinziallandtag nach und schied 1933 aus dem Landtag aus.
1930 wurde er Bürgermeister von Fürstenau. Mit der Machtergreifung der Nationalsozialisten wurde er 1933 aus dem Bürgermeisteramt entfernt. Nach seinem Tod führte sein Bruder Theodor Haverkamp das Unternehmen mit seiner Frau Johanna bis 1968 weiter.